# Кинематограф Бутана
Кинематограф Бутана начал своё развитие с середины 1990-х годов.
- Не производит много фильмов.[1]
- В наше время находится на стадии развития.[2]
- Создание кино поддерживается государством и частным бизнесом.[3]

Киноиндустрия страны находилась под большим влиянием индийского Болливуда, большинство бутанских фильмов были адаптациями индийских или заимствовали болливудскую формулу. Однако в последнее время местные кинематографисты стремятся к самобытности. Многие фильмы являются смесью индийского кино с местными буддийскими учениями и традициями. Сейчас болливудские фильмы редко показывают в бутанских кинозалах после более чем десятилетнего доминирования. Нынешние бутанские фильмы в большей степени основаны на буддийском фольклоре и мистических верованиях. В 2003 году в Бутане был снят первый полнометражный фильм «Маги и странники». По состоянию на 2011 год, киноиндустрия выпускает около тридцати фильмов в год.
К 2012 году Тхимпху имел шесть кинозалов.
Список бутанских заявок на премию Оскар за лучший фильм на иностранном языке.

## Актёры Бутана
- Вангчук, Джамъянг Джамцо

- Дорджи, Келли

- Нетен Чоклинг

- Оргьен Тобгьял
- Кхьенце Норбу
- Джамьянг Лодро
- Кезанг Вангмо